# Raffreddamento a liquido

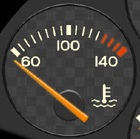
Termometro del refrigerante, nel quadro strumenti di un'autovettura.

Il raffreddamento a liquido (radiatore se si indica il dispositivo che provvede) si basa sul mantenimento di una temperatura in un intervallo quanto più costante possibile di un motore termico, di un termostato, di armi da fuoco e di altri apparati tecnologici come il microprocessore usati in elettronica, in modo da garantirne il corretto e regolare funzionamento prevenendo la rottura o la fusione per le alte temperature raggiunte.
Il trasferimento termico dall'elemento da raffreddare al fluido, avviene principalmente per convezione, e quindi per scambio di calore sensibile, per i sistemi che non prevedono una transizione di fase del fluido refrigerante, o per scambio di calore latente nel caso di un cambiamento, come ad esempio avviene nei cicli frigoriferi.

## Tipi di sistemi

schema di raffreddamento di un reattore nucleare a neutroni veloci refrigerato a piombo

I sistemi di raffreddamento a liquido possono essere:
- ad acqua, e soluzioni acquose
- a olio, o simili fluidi apolari
- altri tipi liquidi

Per i primi sistemi, il fluido refrigerante, che in tempi passati era costituito da acqua distillata, o altri composti chimici, oggi è una miscela, dove, per il motore termico, all'acqua viene aggiunto l'antigelo che, per le proprietà colligative ha l'effetto di innalzare il punto d'ebollizione e abbassare quello di congelamento del liquido, potendo anche proteggere le parti metalliche da corrosione e ossidazione. In genere necessitano di un sistema di circolazione del fluido come una pompa, e lavorano, anche sotto pressione, nell'ambito di temperature per cui il fluido rimane allo stato liquido, non troppo oltre il centinaio di gradi celsius.
I secondi sistemi utilizzano diversi tipi di oli, in genere minerali (idrocarburi, oli siliconici, clorofluorocarburi), a volte sono sistemi più semplici muniti solo di un radiatore e circolazione passiva, e possono lavorare anche a temperature dell'ordine di alcune centinaia di gradi celsius.
Gli ultimi sistemi incorporano una varietà di liquidi di tipo specifico per l'applicazione in oggetto, da metalli ai sali inorganici fusi. Come esempio, il raffreddamento tramite sodio, piombo, o leghe metalliche, dei noccioli di reattore nucleare a fissione di alcune tipologie di Centrale elettronucleare, con temperature di esercizio dei fluidi refrigeranti anche prossimi al migliaio di gradi celsius.

## Il raffreddamento in elettronica e elettrotecnica

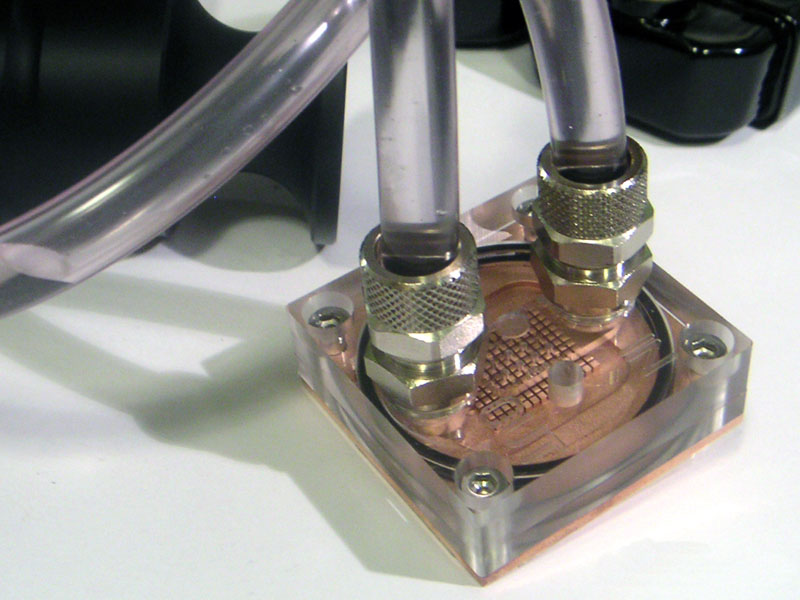
Unità di raffreddamento a liquido di un microprocessore

Noto alla maggior parte dell'utenza per l'uso del waterblock e altri componenti nel raffreddamento del chip che richiede di essere raffreddato dal liquido, viene usato per mantenere la temperatura costante in parti hardware tra cui la CPU, il GPU, le memorie e altri chip come il Northbridge.
In elettronica, il problema del raffreddamento a liquido che in passato era relegato principalmente in sistemi appartenenti all'elettrotecnica di potenza, come il trasformatore, raffreddati ad olio, anche con circolazione forzata al pari di un impianto di tipo automobilistico, con l'aumentare della potenza di calcolo e della frazione dissipata in calore, ha toccato anche i piccoli apparati appartenenti all'elettronica di consumo. Principale responsabile della generazione di calore nei sistemi percorsi da correnti elettriche è l'effetto Joule, del componente sotto tensione o delle parti metalliche soggette alla Corrente parassita indotte.
I primi liquidi utilizzati in elettrotecnica, e tuttora in uso, furono oli minerali, normalmente un alogeno. Alla minore capacità termica, si univa però un alto punto d'ebollizione, un'alta stabilità chimica alle temperature d'esercizio e la sicurezza di disporre di un liquido elettricamente isolante. Nei processori funzionanti a frequenze elettriche elevate, la potenza dissipata è una funzione lineare della frequenza di funzionamento. I chip logici arrivano spesso ad elevatissime frequenze, nell'ordine di diversi gigahertz, con conseguenti problemi di raffreddamento, necessario allo scopo di preservarne l'integrità e l'efficienza.

## Il raffreddamento ad acqua nei motori termici

### Organi principali dell'impianto di raffreddamento ad acqua nei motori termici

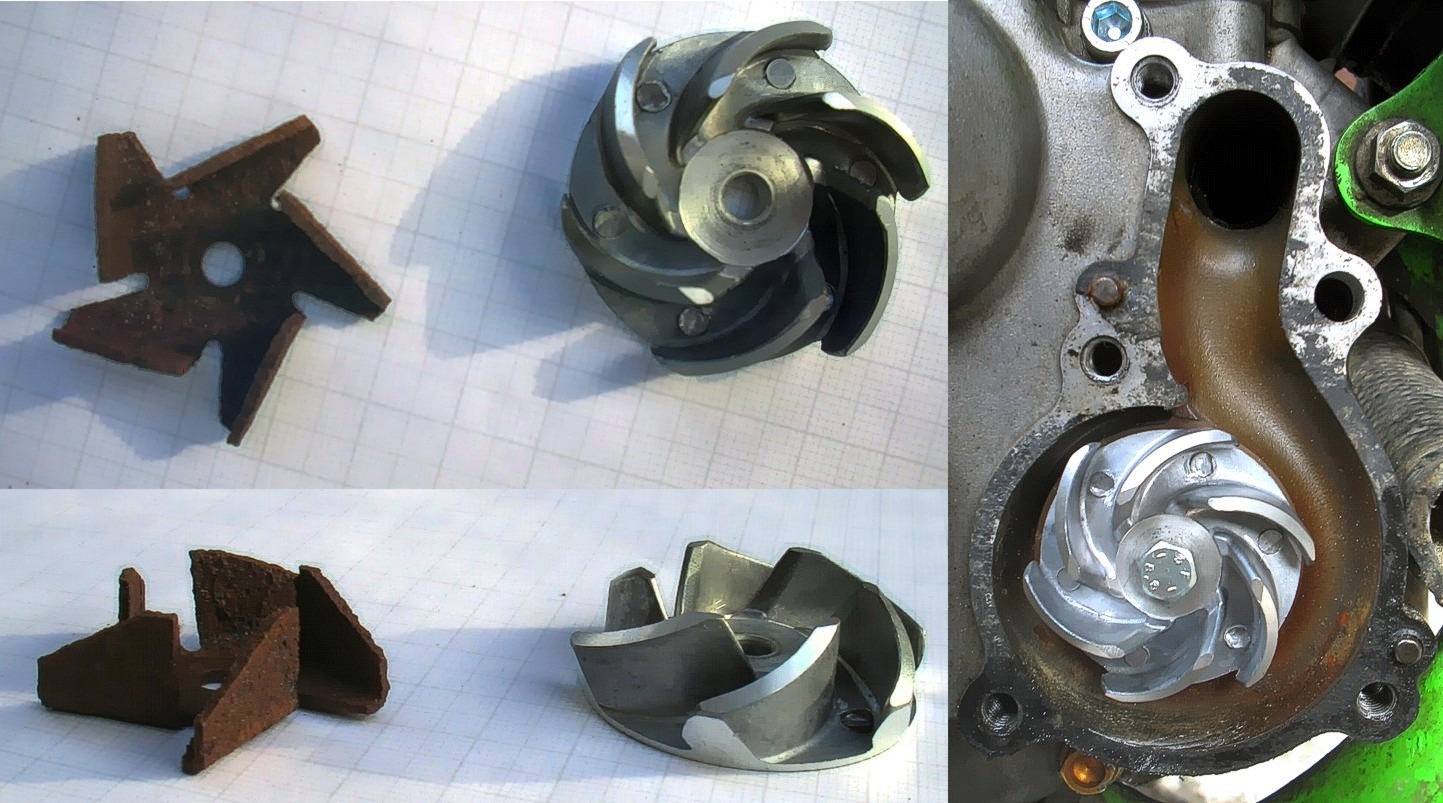
Confronto di una girante per motociclo e l'applicazione nella pompa acqua

- Pompa idraulica: ha la funzione di far circolare il liquido refrigerante dentro le apposite cavità del motore. 
  - Tradizionale: Essa è costituita da una girante di plastica o di metallo azionata generalmente dalla rotazione del motore termico stesso (nell'autovettura mediante la cinghia dei servizi), questa pompa è presente solo negli impianti forzati (che attualmente rappresentano la totalità di questo tipo di raffreddamento sui veicoli di trasporto), ma non è presente sugli impianti a raffreddamento libero.
  - Elettrica: Essa è costituita da una girante azionata da un motore elettrico, in modo da conferire una portata variabile non al variare del regime del motore, ma al variare della temperatura d'esercizio secondo precise curve, questa soluzione permette anche di non dover ricorrere all'uso della valvola termostatica[1]. Inoltre, una pompa elettrica coadiuva l'azione della pompa del motore nel caso in cui il mezzo sia equipaggiato di un circuito di riscaldamento con tubazioni di importante estensione.
- La valvola termostatica bypass: ha la funzione di far entrare più velocemente il motore nel regime termico di funzionamento ottimale. Per i sistemi provvisti di questo accorgimento, quando ad esempio il motore si è appena avviato a freddo, uno sportello tenuto chiuso da un'apposita molla compressa impedisce al liquido refrigerante freddo di transitare per il radiatore, facendolo circolare solamente nel blocco motore, in modo da facilitarne il rapido riscaldamento, almeno fino a una temperatura solitamente collocata tra i 70 e i 92 °C (la temperatura varia da motore a motore). Superata tale temperatura, detta temperatura di apertura del termostato, l'espansione di una speciale cera, inserita in un compartimento telescopico metallico a tenuta stagna, che ha il punto di fusione in prossimità di quella determinata temperatura, determina una forza di direzione uguale, verso opposto e modulo maggiore rispetto alla forza elastica della molla che spinge tale sportello nella posizione chiusa, vincendola e provocando l'apertura graduale dello stesso e di conseguenza il circolo del liquido nel radiatore. Una volta che il liquido si è raffreddato, la cera solidifica nuovamente e lo sportello ricomincia a richiudersi grazie alla forza elastica della molla compressa.

#### Solo per i sistemi a circuito aperto
Circuiti in cui il liquido non viene mantenuto chiuso in un circuito, ma si usa il liquido che avvolge il motore dato che questo ne è immerso o adiacente, altri sistemi si definiscono semichiusi, dove si ha un circuito interno del motore che viene messo a contatto con un circuito esterno.
- Presa del liquido, questa è una presa che raccoglie il liquido fresco che avvolge il motore (acqua di mare, come nel caso di moto d'acqua).
- Scarico del liquido, feritoia da cui fuoriesce il liquido una volta usato.

#### Solo per i sistemi a circuito chiuso

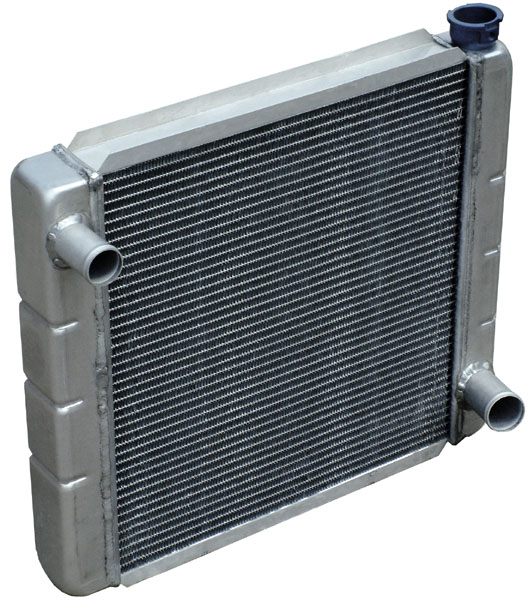
Classico radiatore automobilistico

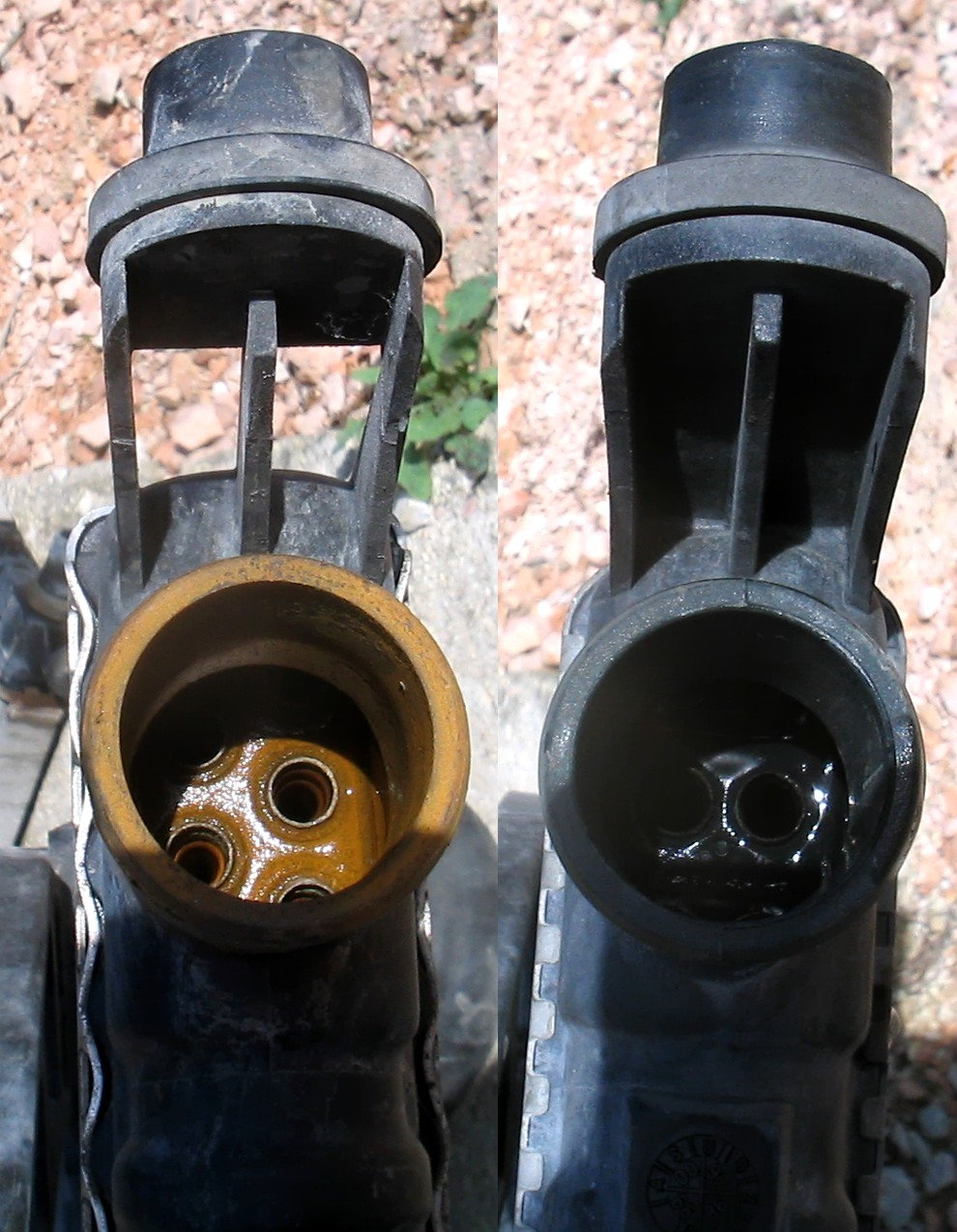
Radiatori automobilistici a doppia griglia tubi, a sinistra con griglie sfalsate, a destra con griglie parallele

Circuiti in cui il liquido viene mantenuto chiuso/stagno in un circuito e si usa una ben determinata quantità di liquido.
- Radiatore: è costituito da uno scambiatore di calore metallico atto a far raffreddare il liquido proveniente dal blocco motore. Esso è costituito da una griglia di tubicini (nei quali transita il liquido) intervallati da alette che, cedendo efficacemente il calore del liquido alla corrente di aria esterna che vi transita, eventualmente con l'aiuto di una ventola, consentono un rapido abbassamento della temperatura del flusso di liquido deviato in esso a valvola termostatica aperta.
- Ventola (non sempre presente): aiuta il radiatore nella cessione all'ambiente del calore assorbito dal liquido di raffreddamento, qualora non vi fosse una sufficiente ventilazione naturale e quindi un sufficiente scambio termico (ad esempio, quando il veicolo è fermo a motore acceso, quando è impegnato in una salita o in giornate particolarmente calde, oppure se, come di frequente sugli autobus, il radiatore è montato perpendicolarmente al senso di marcia o comunque in modo che non sia sottoposto a un apprezzabile flusso d'aria dovuto allo spostamento del mezzo). La ventola, una volta trascinata direttamente dal motore, oggi è generalmente collegata a un motorino elettrico, attivato dall'interruttore termostatico o dalla centralina di iniezione. Ciononostante, su alcuni mezzi, come fuoristrada, furgoni e camion, si preferisce ancora impiegare il ventilatore ad azionamento meccanico, collegato al motore tramite la cinghia dei servizi o direttamente montato sull'albero motore o sulla pompa dell'acqua e spesso fornito di giunto viscoso, mentre su autobus e pullman, per consentire una regolazione ancora più precisa della temperatura del motore e una minore rumorosità, è in genere impiegato un ventilatore ad azionamento idraulico, detto idroventola, provvisto di un circuito idraulico dedicato, con una pompa e un motore idraulico (solitamente entrambi del tipo a ingranaggi esterni) e un sistema elettronico per la regolazione della portata del fluido idraulico diretto al motore idraulico e quindi della velocità della ventola, comandante il grado di apertura di un'apposita elettrovalvola in base alla temperatura del liquido di raffreddamento registrata. Sulle autovetture munite di aria condizionata, se il condensatore è montato davanti al radiatore, la stessa elettroventola dell'impianto di raffreddamento del motore fa anche da ventola per il condensatore a veicolo fermo o a basse velocità e, in particolare, a compressore attivato, al fine di facilitare la condensazione del fluido refrigerante è messa in rotazione anche alla chiusura del pressostato operativo di alta pressione o comunque al raggiungimento di un determinato valore di pressione del refrigerante liquido intermedio rispetto a quello critico di distacco del compressore, rilevato da un trasduttore posto sulla tubazione di alta pressione e a valle del condensatore; negli altri casi le ventole (con relativi sistemi di controllo) sono separate.
- Interruttore termostatico: è un interruttore posto nelle vicinanze del radiatore e che, quando la temperatura del liquido supera una data soglia (generalmente i 90° per i 4T e 60°≈70° per i 2T), chiude un circuito elettrico che mette in azione la ventola. Sui veicoli muniti di unità di controllo motore, la sua funzione è svolta dalla medesima, munita di apposito termistore inserito nel circuito di raffreddamento che rileva la temperatura corrente del liquido di raffreddamento.

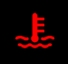
Spia della temperatura eccessiva

- Termometro e spia luminosa: è un indicatore che visualizza la temperatura precisa del circuito di raffreddamento, che permette di analizzare come varia la temperatura ed eventualmente di verificare eventuali anomalie, mentre la spia luminosa di temperatura eccessiva o ridotta è indicatore di allarme che si illumina quando la temperatura del liquido raggiunge l'ebollizione o quando è eccessivamente freddo per il corretto funzionamento del motore.
Questo permette di verificare se la temperatura è a regime e di conseguenza se un motore funziona al meglio, infatti in queste condizioni i “giochi” tra gli organi meccanici sono quelli corretti.[3]
- L'indicatore sul cruscotto: è un indicatore della temperatura del liquido.
- Vaso di espansione (non sempre presente): è un piccolo serbatoio con diverse funzioni, ossia il controllo visivo di eventuali perdite nell'impianto, l'eventuale rabbocco del liquido mancante nell'impianto di raffreddamento, la raccolta di quello eventualmente in ebollizione nell'impianto, lo spurgo di eventuali bolle d'aria intrappolate nell'impianto, e di eventuali sfiati, per impedirne la fuoriuscita all'esterno, diminuire gli sbalzi di pressione nell'impianto e regolare la pressione massima grazie ad un tappo munito di apposite valvole.

### Ciclo dell'impianto nei motori termici raffreddati ad acqua
Il ciclo del raffreddamento a liquido se munito di valvola termostatica, varia a seconda della temperatura a cui si trova, nel caso la sua temperatura sia minore di quella d'esercizio, si avrà un ciclo, mentre a temperatura di regime se ne avrà un altro.
- Temperatura sotto il regime: All'accensione del motore, il liquido viene messo in circolazione e movimento dalla pompa idraulica, che lo fa scorrere nel circuito presente nel monoblocco motore, portandolo ad assorbire il calore delle sue varie parti, senza che tale liquido abbia la possibilità di raffreddarsi, costretto a passare per un canale che bypassa il radiatore e chiude il circuito, fino a che non raggiunge una temperatura sufficiente ad aprire la valvola termostatica e iniziare così il ciclo a temperatura.
- Temperatura a regime o superiore: Una volta che il liquido è a temperatura di funzionamento, la valvola termostatica incomincia ad aprirsi e adattare la sua apertura a seconda di quanto calore deve dissipare il liquido, con l'ausilio o meno della ventola di raffreddamento, consentendo al liquido d'essere pompato al radiatore. Una volta raffreddato il liquido, questo ritorna nel monoblocco per ricominciare il ciclo a temperatura.

In molti veicoli il fluido refrigerante del motore viene usato anche per eventuali necessità di riscaldamento dell'abitacolo della vettura (o, come nel caso dei mezzi pubblici, l'intero mezzo, tramite l'aiuto di una serie di masse radianti o un ventilconvettore, nella quale l'acqua proveniente dal motore è messa in circolo con l'aiuto di una pompa elettrica di ricircolo); tramite una valvola, o, alternativamente, a seconda del veicolo, una paratia, azionabile dai comandi presenti nel cruscotto (mediante un selettore - spesso una leva o una manopola- che varia tra "aria fredda"-blu e "aria calda"-rosso), si può infatti rispettivamente far circolare l'acqua di raffreddamento del motore - da esso scaldata - anche in un circuito secondario, comprensivo di radiatore e ventola dedicati, appositamente realizzato per riscaldare l'abitacolo dissipandovi una parte regolabile del calore del liquido di raffreddamento, grazie all'immissione di un flusso d'aria calda di portata più o meno grande (generato dal naturale fluire dell'aria nel radiatore abitacolo dalle bocche di aerazione del veicolo e quindi in proporzione alla velocità con cui si muove, o generato da una ventola la cui accensione e velocità è gestita da ulteriori comandi sul cruscotto - prendendo l'aria esterna o eventualmente riciclando quella interna), oppure consentire l'afflusso e quindi il riscaldamento dell'aria fredda dell'abitacolo o di provenienza esterna ad esso attraverso il radiatore in questione.
Il medesimo circuito può venire quindi anche utilizzato per introdurre aria a temperatura ambiente all'interno dell'abitacolo, semplicemente chiudendo l'accesso dell'acqua (calda) proveniente dal motore tramite il selettore del cruscotto su citato (in modo che in breve il liquido presente nel circuito si raffredda e cessa di scaldare l'aria) o, in alternativa, la paratia di miscelazione dell'aria fredda con quella calda, o per creare un flusso d'aria della temperatura desiderata limitando la quantità d'acqua calda che viene fatta circolare dal suo interno al circuito del motore/radiatore o l'apertura della paratia di miscelazione. È inoltre possibile l'azionamento congiunto del riscaldamento e del compressore del climatizzatore, il cui evaporatore è solitamente posizionato in prossimità del radiatore di riscaldamento, in modo da poter regolare a piacimento la temperatura dell'aria in uscita dalle bocchette e in particolare ottenere aria ancora più secca di quella ottenibile mediante il solo riscaldamento. I climatizzatori automatici regolano automaticamente, in base alla temperatura esterna, alla temperatura interna all'abitacolo e alla temperatura richiesta dall'utente, i parametri operativi di tali sistemi di controllo mediante attuatori elettromeccanici.
A motore freddo (temperatura sotto il regime), è pertanto opportuno evitare di attivare la ventola per l'immissione d'aria (calda) nell'abitacolo, ed è anche bene chiudere il flusso d'aria che viene indirizzato al radiatore del riscaldamento abitacolo dal moto del veicolo, in modo da permettere al motore di andare in temperatura senza dissipare anzitempo calore per la climatizzazione; con tali accorgimenti si può così mantenere il circuito di riscaldamento abitacolo in comunicazione con il circuito raffreddamento motore (leva/selettore aria fredda/calda posizionato su caldo-rosso) anche a motore freddo, favorendo l'equilibrio dei livelli di pressione e temperatura del liquido di raffreddamento nelle varie parti del circuito complessivo. Al contrario, in caso di surriscaldamento del motore, è possibile aprire i finestrini, impostare il massimo riscaldamento dell'aria e il massimo regime di ventilazione per facilitare il raffreddamento del liquido presente nel circuito cedendo parte del calore del liquido al flusso d'aria dell'abitacolo.
Per facilitare la messa in moto del motore e il funzionamento del radiatore di riscaldamento in climi particolarmente rigidi mediante un veloce raggiungimento della temperatura operativa del liquido di raffreddamento, i veicoli a motore possono essere equipaggiati di un dispositivo denominato riscaldatore per blocco motore, consistente frequentemente, soprattutto nei mezzi pesanti, in una piccola caldaia alimentata dallo stesso carburante che alimenta il motore termico, insieme a una pompa elettrica di ricircolo del refrigerante (che consente il circolo del refrigerante nell'impianto e quindi il preriscaldamento del blocco e il riscaldamento dell'abitacolo anche col motore spento e quindi in assenza della rotazione della pompa d'acqua principale).
Nei veicoli in cui il liquido del circuito di raffreddamento del motore viene usato anche per il riscaldamento dell'abitacolo, le relative operazioni di sfiato/spurgo d'aria (tramite la valvola posta alla sommità del radiatore di raffreddamento, e - se presente - anche tramite la valvola relativa allo sfiato posta nel condotto di collegamento al radiatore per il riscaldamento dell'abitacolo), il complementare rabbocco del liquido (tramite il tappo presente sulla vaschetta d'espansione o eventuale diverso punto d'immissione), o lo svuotamento/sostituzione dello stesso (tramite rubinetto di scarico o sgancio manicotto posto più basso), devono, per evitare il rischio di danni, essere effettuate sempre con il selettore "aria fredda"-blu/"aria calda"-rosso del cruscotto posizionato completamente su "aria calda"-rosso, pena, nel caso in cui il sistema di riscaldamento dell'abitacolo preveda un rubinetto o un'elettrovalvola che controlla l'afflusso del liquido al relativo radiatore di riscaldamento, la formazione e/o la persistenza nel circuito di raffreddamento di pericolose bolle d'aria che potrebbero nuocere gravemente al corretto raffreddamento del motore (con possibili danni alla guarnizione della testata) e/o al corretto riscaldamento dell'abitacolo.
Nei veicoli con motori in cui è presente la valvola termostatica, le operazioni di sfiato/spurgo-rabbocco devono tener conto che a motore spento e freddo (condizione preliminare per procedere) la valvola termostatica è naturalmente chiusa, e che a seguito della sua apertura a motore acceso/caldo - da effettuare a macchina ferma e per pochi minuti, giusto il tempo di far aprire la valvola termostatica - sarà molto probabilmente necessario effettuare nuovamente sfiato/spurgo e/o aggiungere altro liquido (osservare al riguardo il livello nella vaschetta di espansione/rabbocco rispetto agli indicatori di riferimento per il livello ottimale).
La presenza di bolle d'aria nel circuito di raffreddamento è causa comune di molti gravi malfunzionamenti del sistema di raffreddamento a liquido e quindi di logoramento del motore, poiché oltre a diminuire la quantità il liquido che provvede alla dissipazione del calore, eventuali bolle d'aria rischiano d'impedire alla sonda termica/bulbo (o interruttore termostatico) che rileva la temperatura dell'acqua di raffreddamento di entrare a contatto con la stessa, fornendo quindi valori errati che possono mal gestire le azioni consecutive al rilevamento della temperatura (es.: mancata accensione ventola raffreddamento, mancata o scorretta regolazione del titolo della miscela aria/carburante a motore caldo); è per tanto opportuno provvedere ciclicamente a controllare che il circuito sia privo di bolle d'aria tramite spurgo/sfiato. Un indizio utile a sospettare la presenza di bolle d'aria nel circuito di raffreddamento è l'udire gorgoglii provenire dalla vaschetta d'espansione/rabbocco del liquido di raffreddamento (osservando la quale è al contempo visibile la presenza di un'anomala ebollizione - seppur lieve - del liquido stesso) o da altri elementi del circuito di raffreddamento (es.: radiatore del riscaldamento abitacolo; in particolare un mancato funzionamento dello stesso può essere sintomo di presenza di bolle d'aria nel circuito).
Attenzione: le operazioni di sfiato/spurgo del circuito di raffreddamento possono provocare ustioni a causa di possibili sbuffi d'aria e zampilli d'acqua anche estremamente calda, evitare imprudenze!

### Struttura del cilindro nei motori termici raffreddati ad acqua
Nel motore a movimento alternativo il raffreddamento a liquido può scorrere su un cilindro disegnato in diversi modi:
- Open deck[4], dove la camicia del cilindro non è connessa con la parte più esterna del cilindro e quindi c'è la totale interposizione del liquido refrigerante, garantendo il maggiore raffreddamento possibile, ma offre la minor rigidità
- Semi-closed deck[5][6], a differenza dell'"Open deck" ha dei supporti alle estremità superiori del cilindro, i quali sono presenti ai laterali, anteriormente e posteriormente, in modo da irrigidire il cilindro e migliorarne la resistenza
- Closed deck[7], questi cilindri hanno un supporto lungo tutta la circonferenza del cilindro tranne per qualche finestra per il passaggio del liquido refrigerante, oppure hanno solo dei canali di passaggio rettilinei per il liquido di raffreddamento e offrono la maggiore rigidità possibile, per alcuni cilindri si può avere un anello cavo che mette in comunicazione ciascun canale alla base del cilindro.
- Dry deck[8][9], questi cilindri sono caratterizzati dall'assenza di fori sul piano d'appoggio della testata, questo per permettere una maggiore rigidezza e affidabilità scongiurando anche possibili trafilature di liquido refrigerante nel cilindro, questa soluzione viene usata su alcuni motori di Formula 1.[10]

### Confronto tra raffreddamento ad aria e ad acqua nei motori termici

#### Vantaggi
Il sistema a liquido è caratterizzato dal:
- Permettere d'avere un controllo accurato sulla temperatura dell'apparato
- Sistema meno rumoroso per via della presenza dei condotti del liquido che ispessiscono il cilindro e lo isolano acusticamente
- Maggiore libertà di posizionamento della superficie di scambio del calore

#### Svantaggi
Il sistema a liquido è caratterizzato dal:
- Richiedere una manutenzione per il controllo del livello del liquido ed eventuale rabbocco
- Sistema più costoso di un apparato raffreddato ad aria
- Maggiore peso dell'impianto, in quanto sono necessari tubi, pompe e radiatori che non sono presenti nel sistema di raffreddamento ad aria

#### Accorgimenti

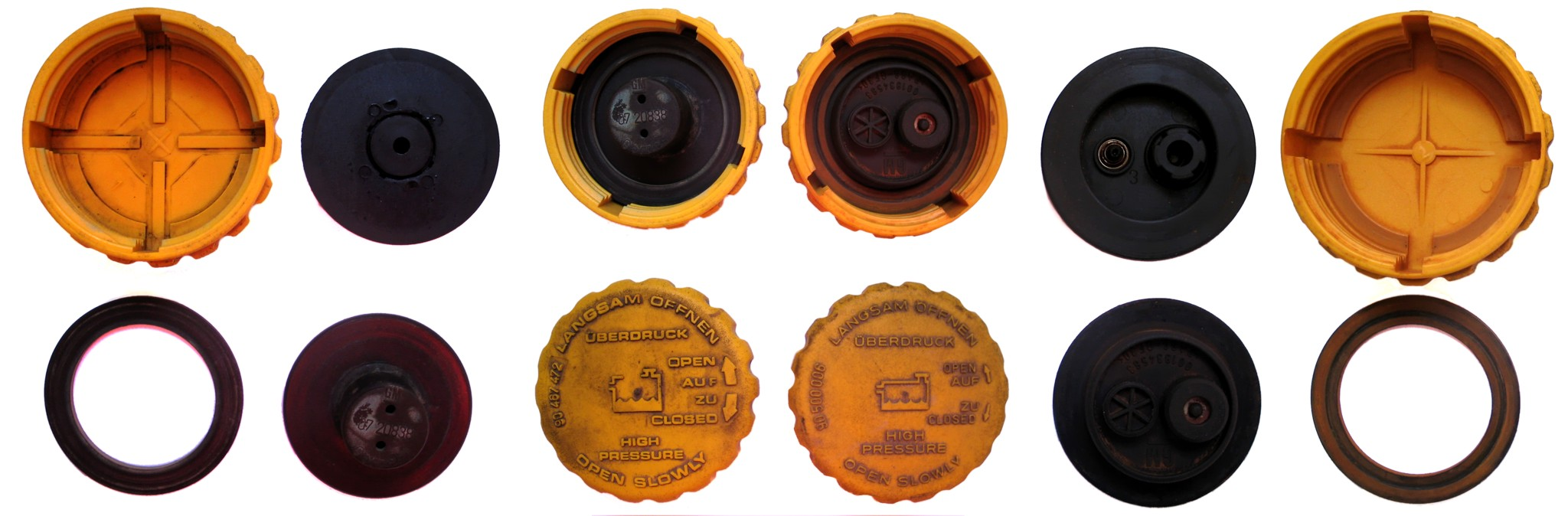
Tappi pressurizzati dell'impianto di raffreddamento automobilistico. Il tappo di sinistra ha le valvole sigillate da un coperchio, il tappo destro ha le due valvole a vista, di cui la valvola a sinistra serve per evitare che si crei una depressione, la valvola di destra serve a regolare e limitare la sovrappressione

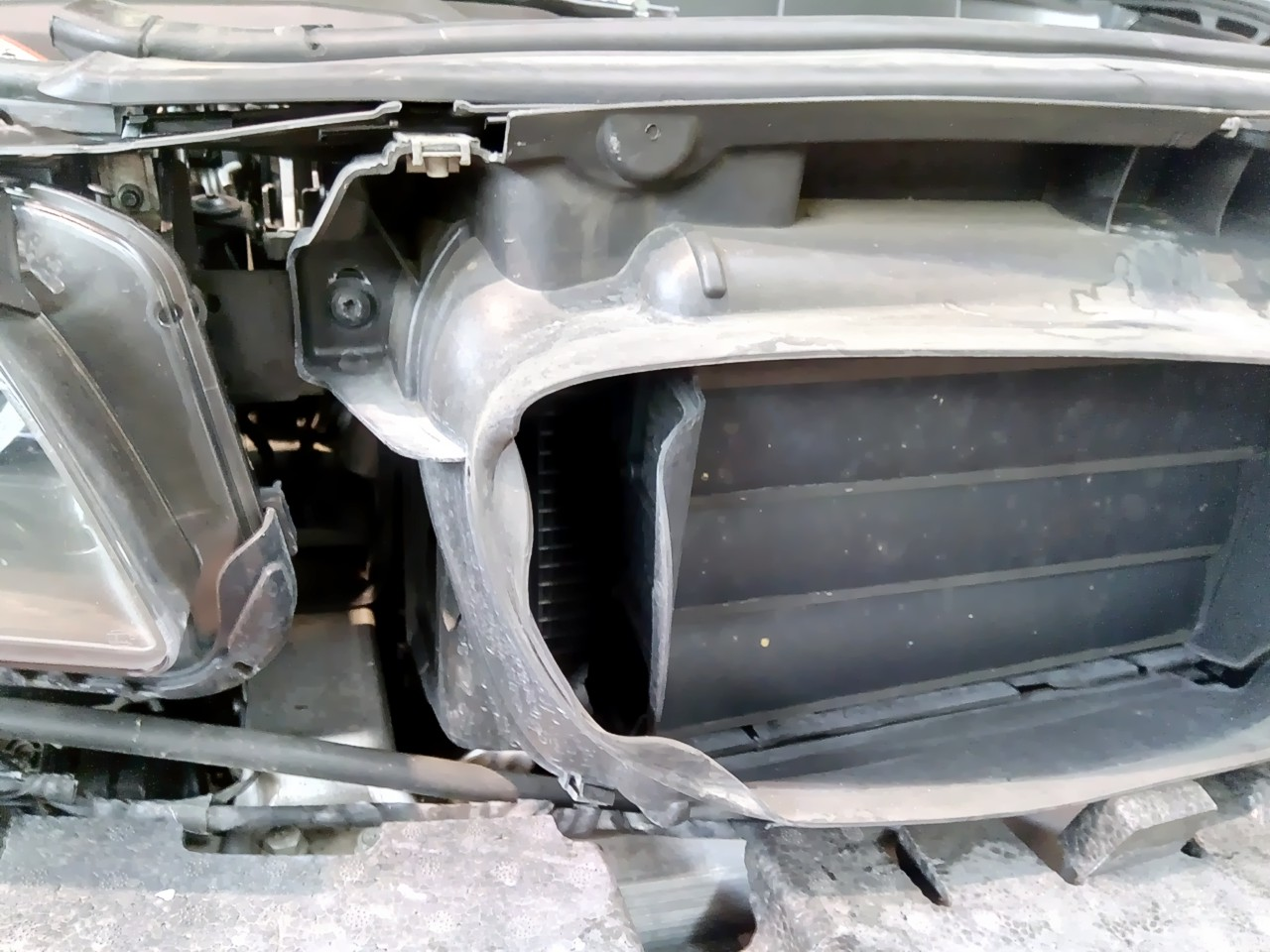
Radiatore auto munito di sistema a tendina veneziana per migliorare la regolarità di funzionamento del sistema di raffreddamento

Questi impianti di raffreddamento possono giovarsi delle accortezze di:
- Pressurizzazione: pressurizzando il circuito e aumentandone la pressione, nel caso dell'acqua e delle sue soluzioni, s'innalza il punto d'ebollizione del liquido di raffreddamento.
- Antigelo[11] : sostanza che viene aggiunta nel circuito di raffreddamento assieme all'acqua distillata, per evitare un dannoso congelamento del liquido refrigerante a motore spento - o in parti del circuito messi in bypass da eventuale valvola termostatica - nel caso la temperatura ambientale scenda intorno agli 0 °C o più giù ancora, mantenendo il refrigerante allo stato liquido pur con temperature ambientali fino a -20 °C e anche -40 °C; aggiunge l'ulteriore vantaggio di aumentare il punto di ebollizione.
- Tendine veneziane: si tratta di un sistema automatico o manuale che permette di migliorare la regolarità di funzionamento del sistema di raffreddamento, evitando o riducendo aperture e chiusure ripetute della valvola termostatica, permettendo un flusso più costante del liquido di raffreddamento ed evitando fasi di eccessivo raffreddamento a fasi di eccessivo riscaldamento.
Mentre nei sistemi sprovvisti di valvola termostatica il suo funzionamento è fondamentale per regolare e controllare la temperatura del motore.

## Trattamenti
Il circuito di raffreddamento può andare incontro ad inconvenienti che possono essere risolti o tamponati con determinati trattamenti:
- Turafalle o sigillante per radiatori, permette di bloccare le piccole perdite date dalle microcrepe nel circuito di raffreddamento o radiatore per abitacolo.
- Pulisci-circuito o detergente radiatori, si tratta di un liquido miscelabile al liquido di raffreddamento e che permette di rimuovere i depositi accumulati nel tempo.